# 朝鲜民主主义人民共和国国家计划委员会
朝鮮民主主義人民共和國國家計劃委員會（朝鲜语：／）是一個負責計劃、指導、監測朝鮮經濟政策的中央行政機關，現任委員長為盧斗哲。該委員會的前身為1946年成立的朝鮮臨時委員會計劃部，後於1948年建國當日正式成立，並易名為現有的名稱。據南韓統一部指，北韓的經濟政策均由中央政府制訂隨後會由國家計劃委員會負責執行和指令各政府部門和地方機構執行有關政策。另外，據《Daily NK》在2005年的報導，國家計劃委員會還按照時任領導金正日看指令設立研究資本主義的部門。

## 历任领导
- 鄭準澤
- 李钟玉
- 朴昌玉
- 洪成南（1987年—1988年）
- 崔永林（1990年—1992年）
- 金达铉
- 洪锡亨（1993年—1998年）
- 朴南基（1998年—2003年）
- 卢斗哲（2009年—2019年）
- 金日哲（2019年-2021年）
- 朴正根（2021年至今）